# Zapuže (Radovljica, Slovenija)
Zapuže je naselje u slovenskoj Općini Radovljici. Zapuže se nalazi u pokrajini Gorenjskoj i statističkoj regiji Gorenjskoj. 

## Stanovništvo
Prema popisu stanovništva iz 2002. godine naselje je imalo 389 stanovnika.